# Всероссийская мануфактурная выставка в Москве (1831)
Всероссийская мануфактурная выставка в Москве — вторая по счёту и первая в Москве всероссийская выставка (1831 год).

## История

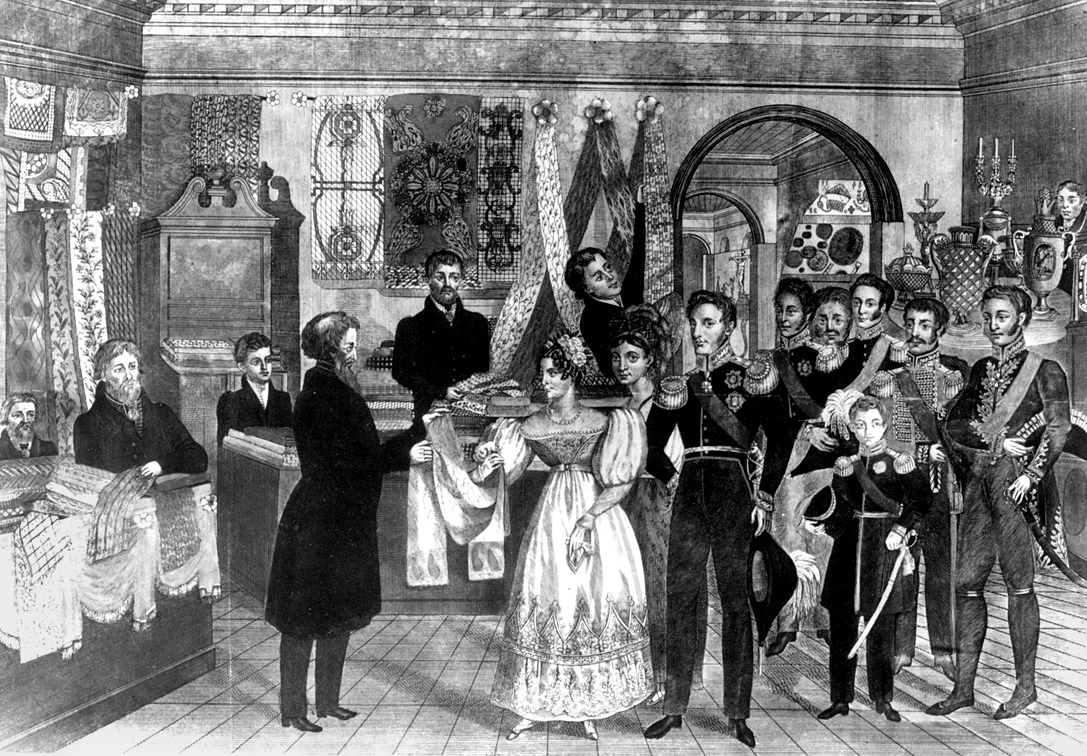
Посещение императором Николаем I с семьёй Мануфактурной выставки 1831 в Москве. Лубочная гравюра.

В 1825 году в Москве было учреждено Общество поощрения мануфактурной промышленности, в программе которого было записано, что оно займется поиском возможности для проведения экспозиций отечественных изделий». В 1827 году вопрос об организации промышленных выставок был поставлен в Правительстве Российской империи по инициативе военного генерал-губернатора Москвы Д. В. Голицына в связи с проектом объединения двух обществ — Поощрения мануфактурной промышленности и Сельского хозяйства — с целью создания Общества сельского хозяйства, мануфактур и торговли. Одной из целей нового общества также значилось «поощрение фабрикантов публичными выставками их изделий и награждение отличившихся особенными медалями».
В сентябре 1829 года князь Голицын отправил записку министру финансов Е. Ф. Канкрину об учреждении в Москве в сентябре следующего года выставки изделий российских фабрик. Правительство поддержало инициативу московского градоначальника, и в марте 1830 года Комитет министров принял постановление об учреждении мануфактурной выставки в Москве в сентябре того же года. В апреле 1830 года последовало дополнительное постановление Комитета министров, в котором были предусмотрены награды серебряными и малыми золотыми медалями за лучшие изделия по примеру правил предыдущей Петербургской выставки 1829 года. Планируемая выставка получила высочайшее одобрение 22 июля 1830 года, после чего положение о Московской выставке были доложены Правительствующему сенату, а отделению Мануфактурного совета в Москве было предписано составить особый комитет по примеру санкт-петербургского — на него возлагалось составление плана внутреннего устройства выставки. На московского генерал-губернатора возлагалось утверждение этого плана выставки, а также контроль за расходованием денежных средств, ассигнованных Министерством финансов, и учреждение полицейского надзора. Печатное извещение о выставке было разослано во все российские губернии и опубликовано в «Московских ведомостях».
Проведение выставки планировалось на сентябрь 1830 года, но из-за эпидемии холеры она была перенесена на май следующего года. Торжественное открытие первой в Москве всероссийской мануфактурной выставки состоялось 17 мая 1831 года в здании Благородного собрания (ныне Дом Союзов). На открытие были приглашены представители высшего московского дворянства и почетного купечества. Выставка работала ежедневно с 10.00 до 16.00 в период с 17 мая по 8 июня. Вход на неё был свободный, за исключением вторника и пятницы, когда её можно было посетить по специальным пригласительным билетам. Выставочный комитет возглавлял князь С. И. Гагарин, один из основателей Московского общества сельского хозяйства.
В Московской выставке приняло участие 570 экспонентов, представивших на неё около 6000 предметов. Все выставочные экспонаты были разделены на 35 тематических разделов. Каждый экспонат имел табличку с именем производителя, номером по каталогу и продажной ценой в случае его продажи. Экспозиция занимала 18 залов на втором и третьем этажах. Вход на неё был устроен через парадный вестибюль из Охотного Ряда, выход — через сени в Георгиевский переулок. 

### Итоги выставки

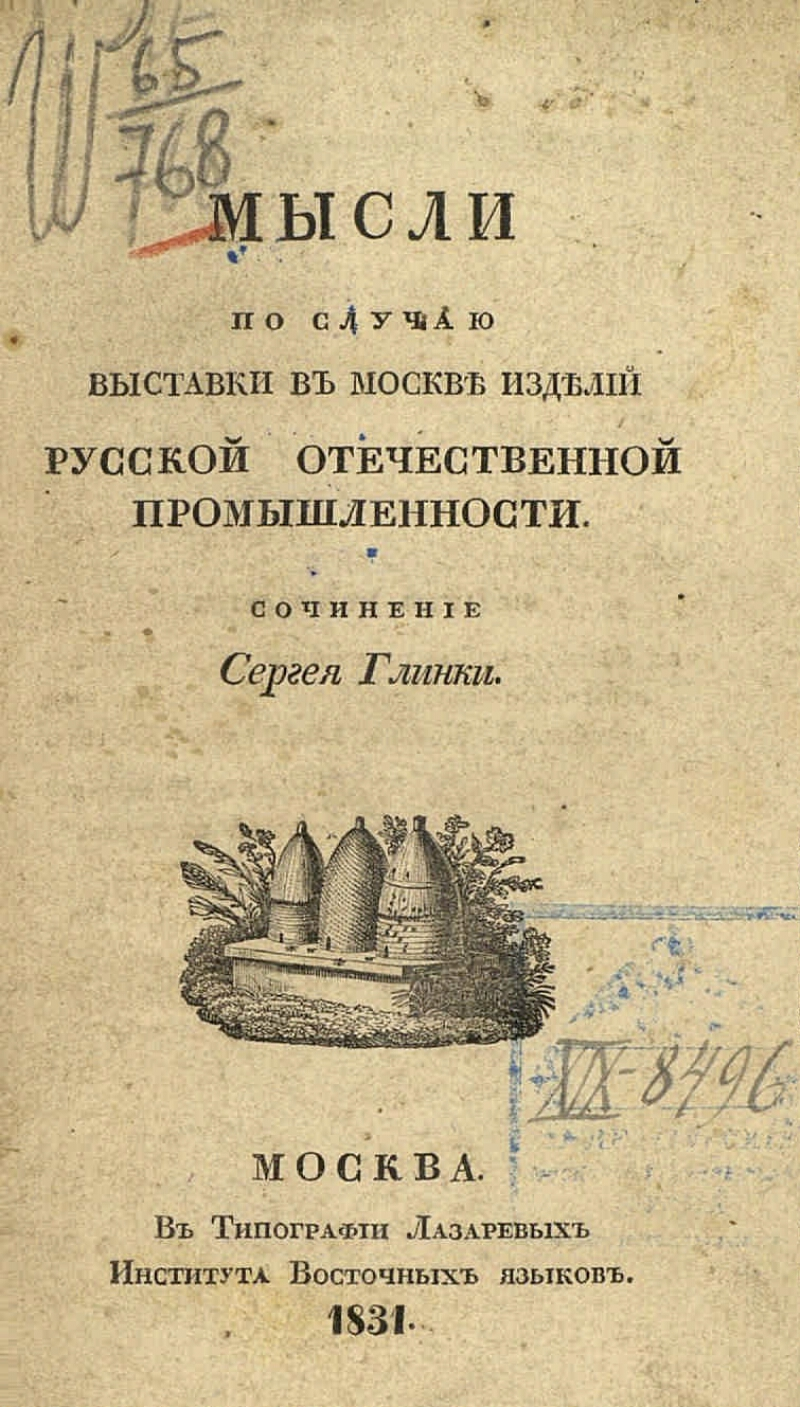
Работа Сергея Глинки

Выставка имела большой успех у публики, и за 19 дней ее посетило более 125 тысяч человек. Бо́льшая часть экспонатов была продана.
После окончания мероприятия членами комитета выставки и Мануфактурного совета лучшие участники были представлены к наградам: всего было выдано 12 больших и 28 малых золотых медалей, 32 больших и 70 малых серебряных медалей, 8 участников получили право помещать изображение Государственного герба Российской империи на своих вывесках и изделиях, еще 8 получили в качестве наград звания коммерц- и мануфактур-советников и 14 человек – золотые медали на орденских лентах. Все награды были утверждены императором Николаем I.
«Московские Ведомости», № 49 за 1831 год сообщали:

«Польза выставок многоплодна и учреждение оных – мера самая благотворительная, совершенно Государственная!»

Русский историк и публицист Сергей Глинка посвятил выставке свою работу. Работе выставке также посвящен очерк историка и публициста Вяземского.
Успех выставки и внимание к ней общественности были настолько высоки, что в ноябре того же 1831 года в Москве состоялась «Выставка произведений отечественной промышленности», которая объединяла только московских купцов и заводчиков, занимавшихся текстильным делом.
После, несомненно, успешной первой московской выставки, в доме Благородного собрания проходили и последующие всероссийские мануфактурные выставки 1835, 1843, 1853 и 1865 годов.